# Hélène Antigna
Hélène Antigna, nascida Marie Hélène Pettit (Melun, 8 de julho de 1837 - Paris, 10 de março de 1918) foi uma pintora francesa. 

## Biografia

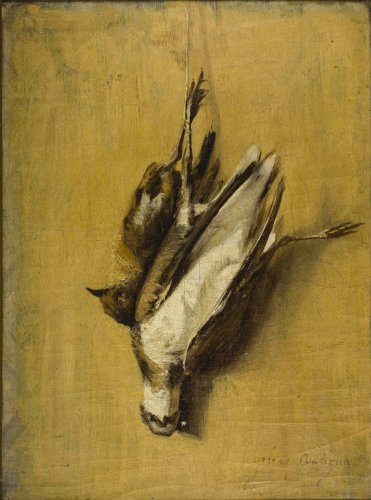
Hélène Antigna, Pássaro morto (por volta de 1870).

Nascida em Melun, neta de Ambroise Rendu, foi aluna de Eugène Delacroix e Alexandre Antigna, com quem se casou em 1861.
O filho deles, Marc Antigna (1869-1941), também foi pintor.